# Paulo Cardoso

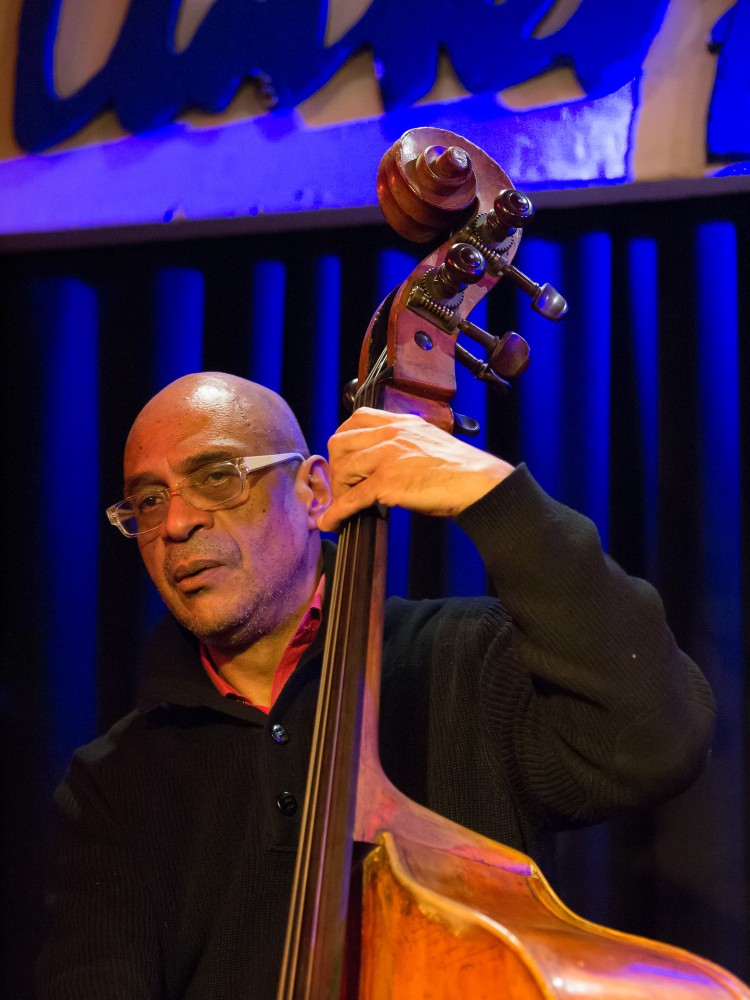
Paulo Cardoso im Jazzclub Unterfahrt (München 2012)

Paulo Cardoso (* 25. Juli 1953 in São Paulo; † 21. Juli 2018 in München) war ein brasilianischer Bassist des Modern Jazz, der in Deutschland lebte.

## Leben und Wirken
Cardoso begann im Alter von sechs Jahren im Posaunenchor seiner Kirchengemeinde zu musizieren. Mit neun Jahren spielte er Cello, bevor er im Alter von vierzehn Jahren zum Kontrabass wechselte und eine klassische Musikausbildung absolvierte, um Orchestermusiker zu werden. Daneben hielt er sich häufig mit Perkussionist Nenê bei Hermeto Pascoal auf. 1973 kam er nach Deutschland, um an der Hochschule für Musik Trossingen zu studieren. 1976 zog er nach München und entschloss sich 1978, im Jazzbereich zu arbeiten.
Seine musikalische Wandlungsfähigkeit schätzten so unterschiedliche Bandleader wie Klaus Ignatzek (bis 1989), Art Farmer (ab 1985), Mal Waldron (ab 1989) oder Archie Shepp (frühe 1990er), die ihn für Tourneen engagierten. Außerdem gehörte er zum Quartett von Allan Praskin und Larry Porter, wo er Postbop spielte. Weiterhin arbeitete er mit Benny Bailey, Leon Thomas, Etta Cameron, Kitty Margolis, Airto Moreira, Monty Waters, Leszek Zadlo oder Barbara Bruckmüller. Ende der 1990er Jahre gehörte er zum Quartett von Claus Reichstaller; zuletzt begleitete er auch Zipflo Weinrich und Fjoralba Turku. Mit seiner eigenen Band Acervo interpretierte er die Música Popular Brasileira.
Cardoso war hauptamtlicher Dozent an der Hochschule für Musik und Theater München, nachdem er bereits seit 1992 an der Jazzabteilung des Münchner Richard-Strauss-Konservatoriums Kontrabass und Ensemblespiel unterrichtet hatte.
Er starb wenige Tage vor seinem 65. Geburtstag nach kurzer, schwerer Krankheit in München.

## Diskographische Hinweise
- Karl Ratzer Gumbo Dive (1991, mit Fritz Pauer, Mario Gonzi)
- VoceBasso (1998, mit Sabina Sciubba)
- Ends & Means (2000, mit Vincent Herring, Renato Chicco, Joris Dudli)
- Songs of Joy and Gratitude (2005, mit Oliver Kent, Karsten Holzapfel, Mario Gonzi)
- Acervo Coisas Gostosas! (2008)